# Bledar Vashaku
Bledar Vashaku (Durazzo, 8 novembre 1980) è un ex calciatore albanese, di ruolo portiere.

## Carriera

### Club
Il 3 settembre 2014 è stato acquistato dal Tomori.

## Palmarès

### Club

#### Competizioni nazionali
- Coppa d'Albania: 1

Laçi: 2012-2013